# Windpark Asseln
Der Windpark Asseln liegt auf der Paderborner Hochfläche in der Nähe der Ortschaft Asseln im Kreis Paderborn, (Nordrhein-Westfalen). Zur Zeit seiner Einweihung im Jahr 1997 war er mit 66 Windenergieanlagen und 36,55 Megawatt der größte Binnenwindpark Europas. Der Windpark steht in räumlicher Nähe zum Windpark Sintfeld.

## Geschichte

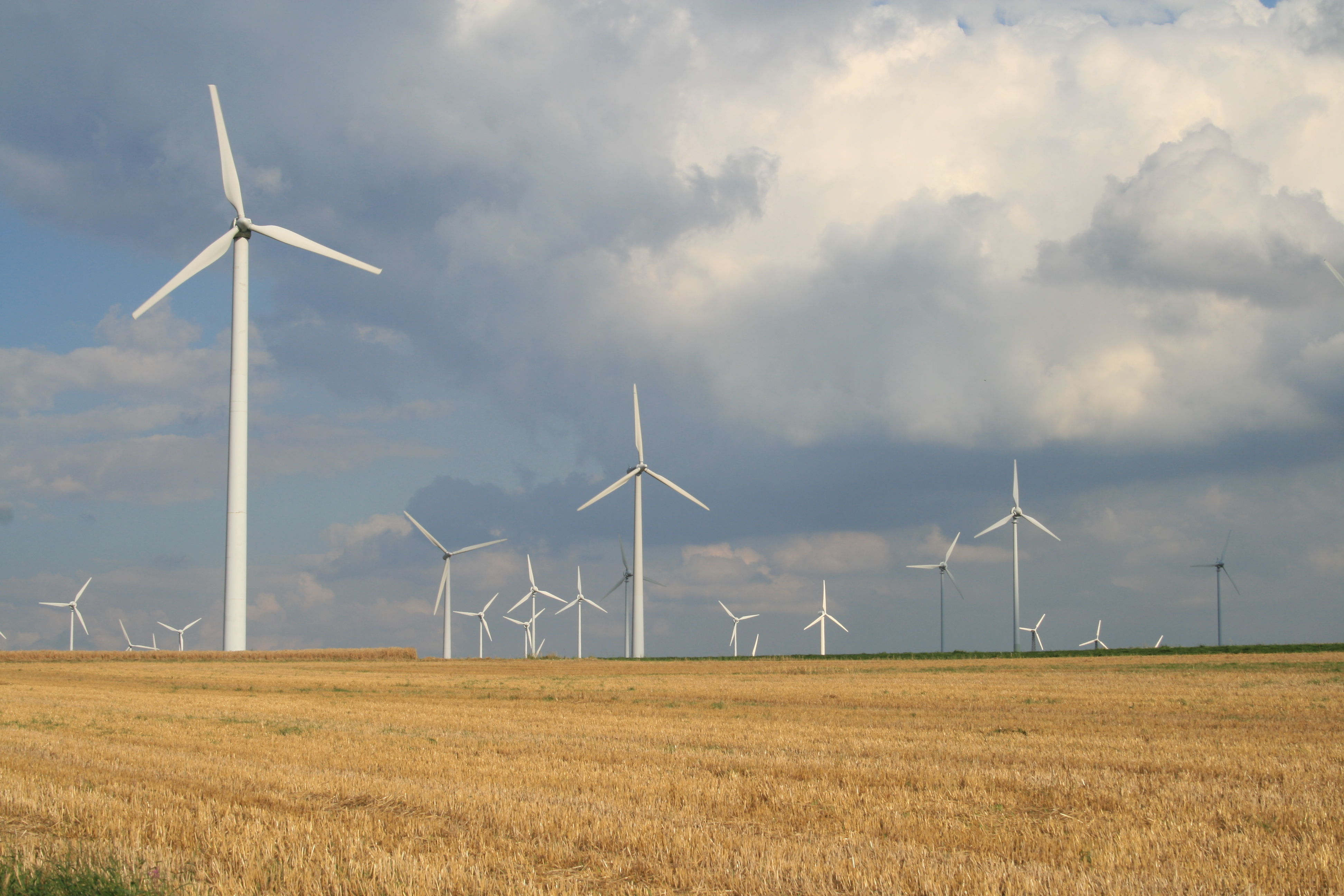
Windpark Asseln (2008)

Mit den Planungen wurde 1995 begonnen. Im April 1997 begannen die Bauarbeiten, im Dezember 1997 produzierten die ersten Anlagen Strom und im Mai 1998 wurden die letzten Arbeiten vollendet. Der Windpark erstreckt sich über eine Fläche von 380 Hektar, davon entfallen 2,3 ha auf Bauwerke oder befestigte Wege. Die Anlagen des Parks erzeugen pro Jahr etwa 65 Mio. Kilowattstunden elektrischer Energie, was einer durchschnittlichen Leistung von 7,4 MW entspricht. Die Bauarbeiten wurden zu etwa 25 Prozent von örtlichen Unternehmen ausgeführt. 66 Prozent der Windenergieanlagen befinden sich im Eigentum örtlicher Bürger. Der Windpark wurde zu Teilen durch das Land Nordrhein-Westfalen gefördert.
Bereits Anfang der 2000er Jahre wurden die ersten Windenergieanlagen, hauptsächlich Südwind S46/750, wieder demontiert und durch modernere ersetzt. 
Im Zuge einen größeren Repowerings im Jahre 2015 wurden 12 Windenergieanlagen (5× Enercon E-40/5.40, 2× Enercon E-40/6.44, 3× Südwind S46/750, 1× Enercon E-48 und 1× Tacke TW 600) durch 12 moderne Anlagen des Herstellers Enercon (12× Enercon E-92 und 1× Enercon E-53) ersetzt. Anschließend wurde der Windpark noch um einige Anlagen erweitert.
2020 fand dann erneut ein Repowering statt, bei dem eine Enercon E-48 einer Enercon E-92 weichen musste.
Im Jahre 2024 werden insgesamt 2× Enercon E-138 EP3 E2 errichtet, die 7× Enercon E-40/5.40 und 1× Enercon E-53 ersetzen.
Für die kommenden Jahre sind weitere Repoweringvorhaben und Erweiterungen vorgesehen. Dabei sind Anlagentypen der Hersteller Enercon, Nordex und Vensys vorgesehen. Im Zuge dessen sollen erneut 4 Windenergieanlagen zurückgebaut werden, jedoch werden durch die Erweiterung insgesamt 8 neue Anlagen errichtet.

## Netzanschluss
Die Windenergieanlagen sind überwiegend an das Stromnetz der öffentlichen Versorgung angeschlossen. Zuständige Verteilnetzbetreiber sind Westfalen Weser Netz und Westnetz. Darüber hinaus besteht eine zehn Kilometer lange Direktverbindung zum Benteler-Werk in Kleinenberg (Lichtenau).

## Unfälle
- Eine Windkraftanlage des Herstellers Südwind kippte im Jahr 1999 infolge eines Wintersturms um. Sie wurde durch eine neue Anlage ersetzt.[2]
- Im Dezember 2007 stürzte ein Monteur in einer Anlage 10 Meter tief ab.[3]
- Anfang Mai 2012 schlug ein Blitz in ein Rotorblatt einer Anlage ein, woraufhin ein Teil des Rotors abbrach.[4]

## Ausgleichsmaßnahme
Die Ausgleichsfläche des Windparks umfasst 30 Hektar. In diesem Zusammenhang wurden Gehölzstreifen angelegt und 5 Hektar Fischteich renaturiert.

## Installierte Windenergieanlagen
Im Windpark stehen Windkraftanlagen der Unternehmen AN Bonus, Enercon, NEG Micon, Nordex, Südwind, Tacke und Vestas.
| Hersteller | Typ       | Leistung (kW) | Anzahl |
| ---------- | --------- | ------------- | ------ |
| AN Bonus   | 44-3      | 600           | 3      |
| Enercon    | E-30      | 230           | 1      |
| Enercon    | E-40/5.40 | 500           | 21     |
| Enercon    | E-40/6.44 | 600           | 1      |
| Enercon    | E-53      | 800           | 2      |
| Enercon    | E-66      | 1500          | 2      |
| Enercon    | E-70 E4   | 2300          | 1      |
| Enercon    | E-82 E2   | 2300          | 7      |
| Enercon    | E-92      | 2350          | 14     |
| Enercon    | E-101     | 3050          | 6      |
| Enercon    | E-115     | 3000          | 10     |
| Enercon    | E-138     | 4200          | 2      |
| Micon      | M 700     | 225           | 1      |
| Micon      | M 1500    | 700           | 1      |
| Nordex     | N27       | 250           | 3      |
| Nordex     | N43       | 600           | 4      |
| Südwind    | S31       | 270           | 1      |
| Südwind    | S46       | 750           | 3      |
| Tacke      | TW 600    | 600           | 1      |
| Vestas     | V44       | 600           | 1      |